# Serguéi Roginski
Serguéi Vasílievich Roginski (en ruso: Серге́й Васи́льевич Роги́нский; Fedino, Imperio ruso, 17 de marzojul./ 30 de marzo de 1901greg. - Moscú, Unión Soviética, 12 de diciembre de 1960) fue un oficial militar (teniente general) soviético que combatió en las filas del Ejército Rojo durante la Segunda Guerra Mundial. Tuvo un destacado papel, sobre todo, en el Sitio de Leningrado y en las distintas ofensivas que el Ejército Rojo lanzó para liberar la ciudad y destruir al Grupo de Ejércitos Norte alemán.

## Biografía

### Infancia y juventud
Serguéi Roginski nació el 30 de marzo de 1901 en la pequeña localidad rural de Fedino en la gobernación de Tula (actualmente en el óblast de Tula en Rusia), en el seno de una familia campesina. En febrero de 1920 fue reclutado por el Ejército Rojo e integrado en las filas del 7.º Regimiento de Fusileros de Reserva del Distrito Militar de Moscú (MVO, por sus siglas en ruso). Posteriormente fue asignado al 65.º Regimiento de Fusileros de la 8.ª División de Fusileros con la que combatió en el Frente Occidental contra los polacos.
En agosto de 1921, después de graduarse en la Academia de Ingeniería Militar de Kazán (actualmente Instituto Militar de las Fuerzas de Ingeniería de la Academia de las Fuerzas Armadas de Rusia), fue enviado al Frente de Turkestán, donde asumió el puesto de comandante de un pelotón del 5.º Batallón de Ingenieros. Luego, en marzo de 1922, fue nombrado comandante de medio escuadrón en la 8.ª Brigada de Caballería y, finalmente, desde octubre comandó un pelotón en el 13.ª Batallón de Ingenieros. Como parte de estas unidades, participó en la represión de la revuelta de los Basmachí.

### Preguerra
Después del final de la guerra civil, en mayo de 1923, sirvió en la 14.ª División de Fusileros del Distrito Militar de Moscú: como comandante de un pelotón de entrenamiento y subcomandante de una compañía de Ingenieros Independiente. Entre agosto de 1928 y mayo de 1929 sirvió como jefe de entrenamiento de zapadores en el 2.º Regimiento de Fusileros de la División de Fusileros del Proletario de Moscú, luego regresó a la 14.ª División de Fusileros como comandante de una compañía de zapadores independiente.
En mayo de 1934, se graduó en la Academia de Ingeniería Militar del Ejército Rojo, y posteriormente fue nombrado comandante de un batallón independiente de la 4.ª Brigada Mecanizada Independiente del Distrito Militar de Bielorrusia. En agosto de 1939, después de graduarse en la Academia Militar del Estado Mayor General del Ejército Rojo, fue nombrado jefe del 1.er departamento del 9.º departamento y posteriormente, en febrero de 1940, asumió el puesto de jefe del 1.er departamento del departamento de áreas fortificadas del Estado Mayor General del Ejército Rojo.

### Segunda Guerra Mundial
Al inicio de la invasión alemana de la Unión Soviética ocupó, brevemente, el puesto de subjefe de la dirección operativa de la sede del Frente Noroeste, hasta julio cuando fue transferido al puesto de comandante de la 111.ª División de Fusileros del 41.º Cuerpo de Fusileros del 11.º Ejército del mismo frente. La división sufrió intensos combates mientras se retiraba de Pskov a la zona defensiva de Luga, donde, durante algún tiempo, detuvo el avance del enemigo.
Entre julio y agosto, como parte del 41.º Cuerpo de Fusileros del Grupo Operativo Luga del Frente Norte, la división ocupó posiciones defensivas al suroeste de la ciudad de Luga. En septiembre, la división fue rodeada por el avance alemán. A principios de octubre, después de destruir el equipo pesado, la división escapó del cerco y retrocedió hasta las líneas soviéticas. Durante algún tiempo la división estuvo en reserva en la retaguardia para su aprovisionamiento. Luego, en noviembre, la división fue asignada al 52.º Ejército del Frente del Vóljov y participó en la ofensiva de Tijvin. En abril de 1942 Roginski fue nombrado comandante del 6.º Cuerpo de Fusileros de la Guardia del 8.º Ejército integrado en el recién constituido Grupo de Fuerzas de la dirección Vóljov del Frente de Leningrado. En junio, el ejército pasó a formar parte del recién reconstituido Frente del Vóljov.

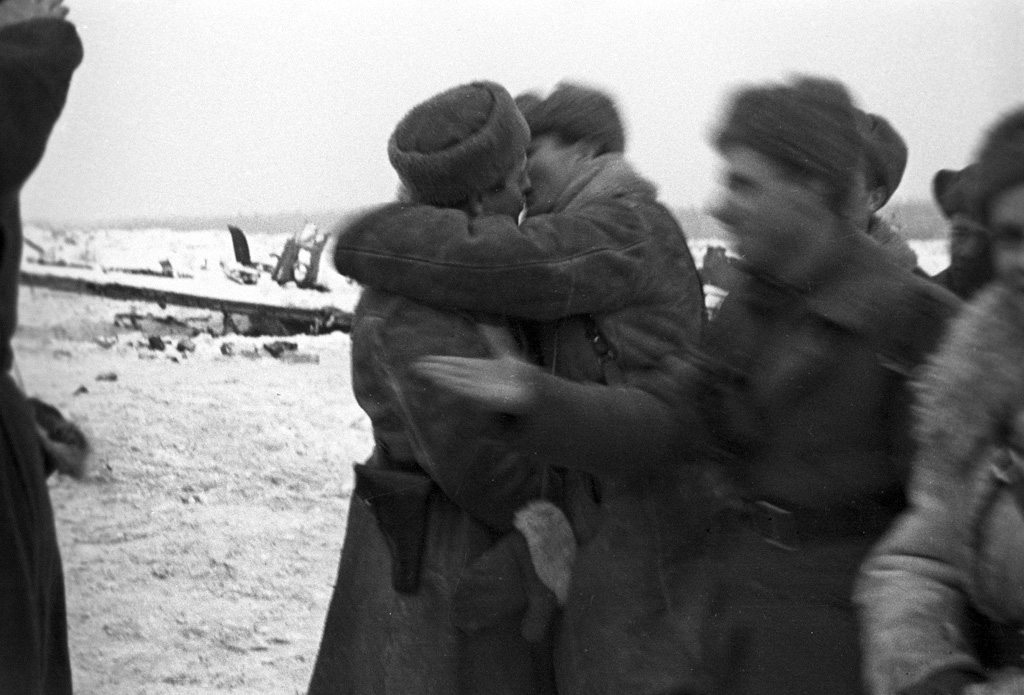
18 de enero de 1943, las tropas del 2.° Ejército de Choque y del 67.° Ejército se unen cerca del Asentamiento Obrero n.º 5 rompiendo así el sitio de Leningrado

Entre agosto y septiembre, algunas de las unidades del cuerpo operaron como parte de un grupo de ataque de primera línea durante la ofensiva de Siniávino, el objetivo principal de la ofensiva era romper el bloqueo de Leningrado. A pesar de que las tropas soviéticas no cumplieron con la tarea principal, la ofensiva soviética infligió pérdidas significativas al enemigo lo que obligó a los alemanes a interrumpir los preparativos para lanzar una nueva ofensiva contra Leningrado.
En la segunda quincena de junio de 1942, Roginski fue nombrado subcomandante del 59.º Ejército del Frente del Vóljov y a finales de agosto, subcomandante del 8.º Ejército. En diciembre de 1942, asumió el puesto de subcomandante del 2.º Ejército de Choque, en enero de 1943, este ejército participó en la exitosa operación Chispa. La operación abrió con éxito un estrecho corredor terrestre de entre ocho a diez kilómetros de ancho hasta la ciudad, lo que supuso el levantamiento parcial del sitio de Leningrado. En marzo de 1942, fue ascendido al mando del 54.º Ejército.

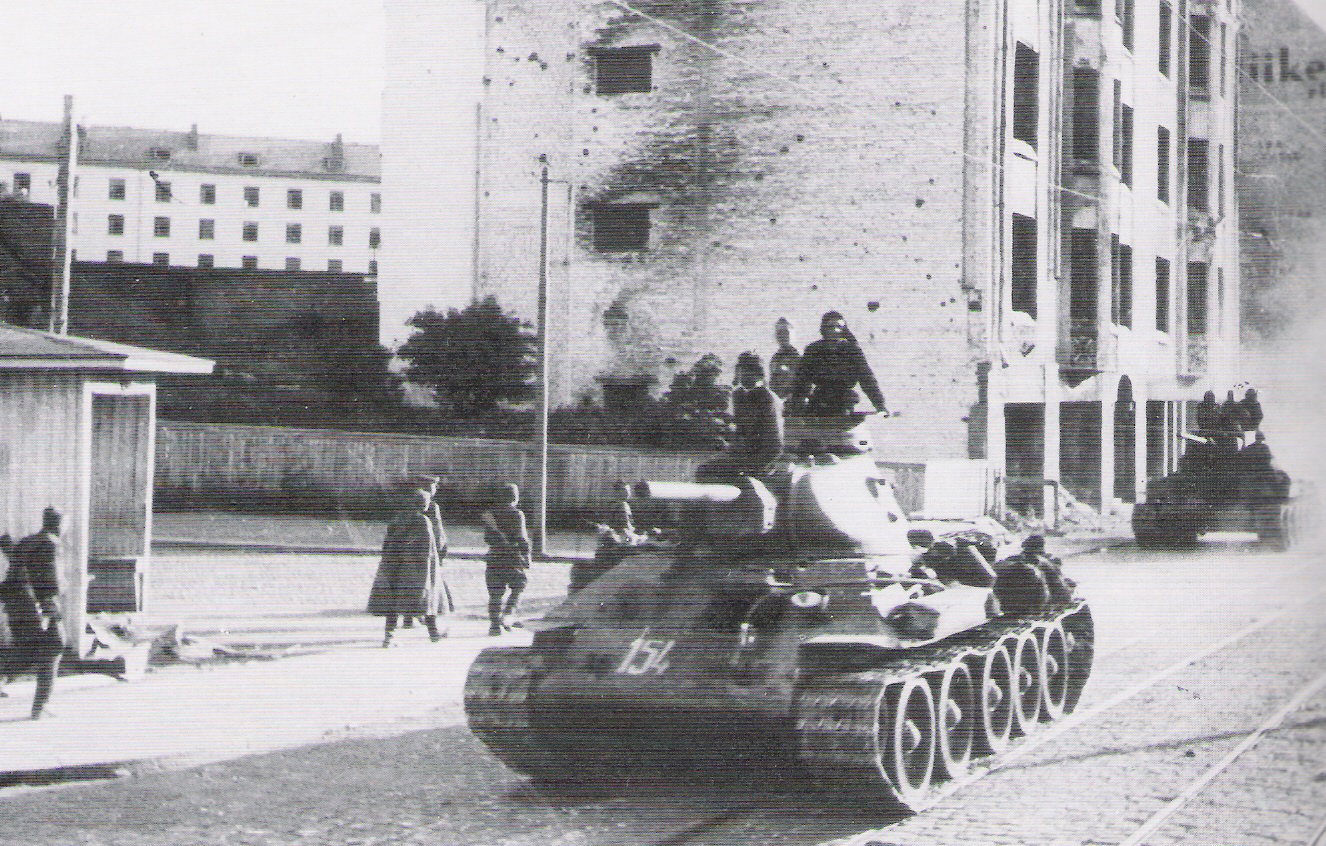
Un tanque T-34 del Frente de Leningrado en combate durante la ofensiva del Báltico

Entre enero y febrero de 1944, unidades del 54.º Ejército de Roginski, como parte de los frentes de Vóljov y luego de Leningrado, participaron en la ofensiva de Leningrado-Nóvgorod, operando en la dirección de Liubán y luego en dirección de Ostrov. La ofensiva expulsó al Grupo de Ejércitos Norte a 220-280 kilómetros de Leningrado, liberaron casi por completo el óblast de Leningrado, la parte occidental del óblast de Kalinin y entraron en territorio de Estonia. A finales de abril, el ejército fue transferido al Tercer Frente Báltico, con el que participó en las ofensivas de Pskov-Óstrov y Riga. Finalmente, en febrero de 1945, fue nombrado comandante del 67.º Ejército del Frente de Leningrado, donde permanecería hasta el final de la guerra. Estas fuerzas estaban estacionadas principalmente cerca de la bolsa de Curlandia con la tarea de contener al Grupo de Ejércitos Curlandia, que continuaría resistiendo hasta el final de la guerra en Europa.

### Posguerra
Después de la guerra, comandó el 95.º Cuerpo de Fusileros como parte del Cuarto Frente Ucraniano, permaneció en este puesto hasta agosto del mismo año cuando fue asignado como jefe del Estado Mayor del 52.º Ejército del Distrito Militar de Leópolis, en junio de 1946, ocupó el mismo puesto pero en el 13.º Ejército en el Distrito Militar de los Cárpatos, finalmente, en enero de 1947, fue nombrado Jefe de Estado Mayor y Primer Comandante Adjunto de las tropas del Distrito Militar de Leningrado.
En julio de 1951 se graduó en los Cursos Académicos Superiores de la Academia Militar del Estado Mayor de las Fuerzas Armadas de la URSS y fue nombrado jefe de personal y primer subjefe de las tropas de ingeniería del ejército soviético.
En abril de 1954 se retiró del servicio activo y fijó su residencia en Moscú, donde murió el 12 de diciembre de 1960. Fue enterrado en el cementerio Novodévichi de la capital moscovita.

## Condecoraciones
A lo largo de su carrera militar Serguéi Roginski recibió las siguientes condecoraciones militares
- Orden de Lenin (30 de abril de 1945)
- Orden de la Bandera Roja, tres veces (1 de abril de 1943, 3 de noviembre de 1944 y 15 de noviembre de 1950)
- Orden de Kutúzov de 1.er grado (21 de febrero de 1944)
- Orden de Bohdán Jmelnitski de 1.er grado (29 de junio de 1945)
- Medalla del 20.º Aniversario del Ejército Rojo de Obreros y Campesinos
- Medalla por la Defensa de Leningrado
- Medalla por la Victoria sobre Alemania en la Gran Guerra Patria 1941-1945

## Promociones
- Mayor general (13 de mayo de 1942)
- Teniente general (25 de septiembre de 1943).[3]